# Bhojpur District
Bhojpur District er et af Nepals 75 administrative og politiske regioner, betegnet distrikter (lokalt betegnet district, zilla, jilla el. जिल्ला). Bhojpur er et distrikt i bakkeområdet Middle Hills, som ligger i Kosi Zone i Eastern Development Region.
Bhojpur areal er 1.507 km² og der boede ved folketællingen 2001 i alt 203.018 og i 2007 226.771 i distriktet. Distriktets politiske organ District Development Committee er sammensat gennem indirekte valg, med repræsentation fra hver af de 9-17 administrative enheder ilakaer, hvert distrikt er opdelt i.
Bhojpur District er endvidere opdelt i 63 udviklingskommuner (lokalt navn: Gaun Bikas Samiti (G.B.S.) el. Village Development Committee (VDC)), hvoraf byer med over 10.000 indbyggere kategoriseres som købstæder (municipalities).
Bhojpur District er udviklingsmæssigt – gennem anvendelse af FN og UNDP's Human Development Index – kategoriseret som nr. 32 ud af Nepals 75 distrikter.